# Franziskanerkloster Neubrandenburg

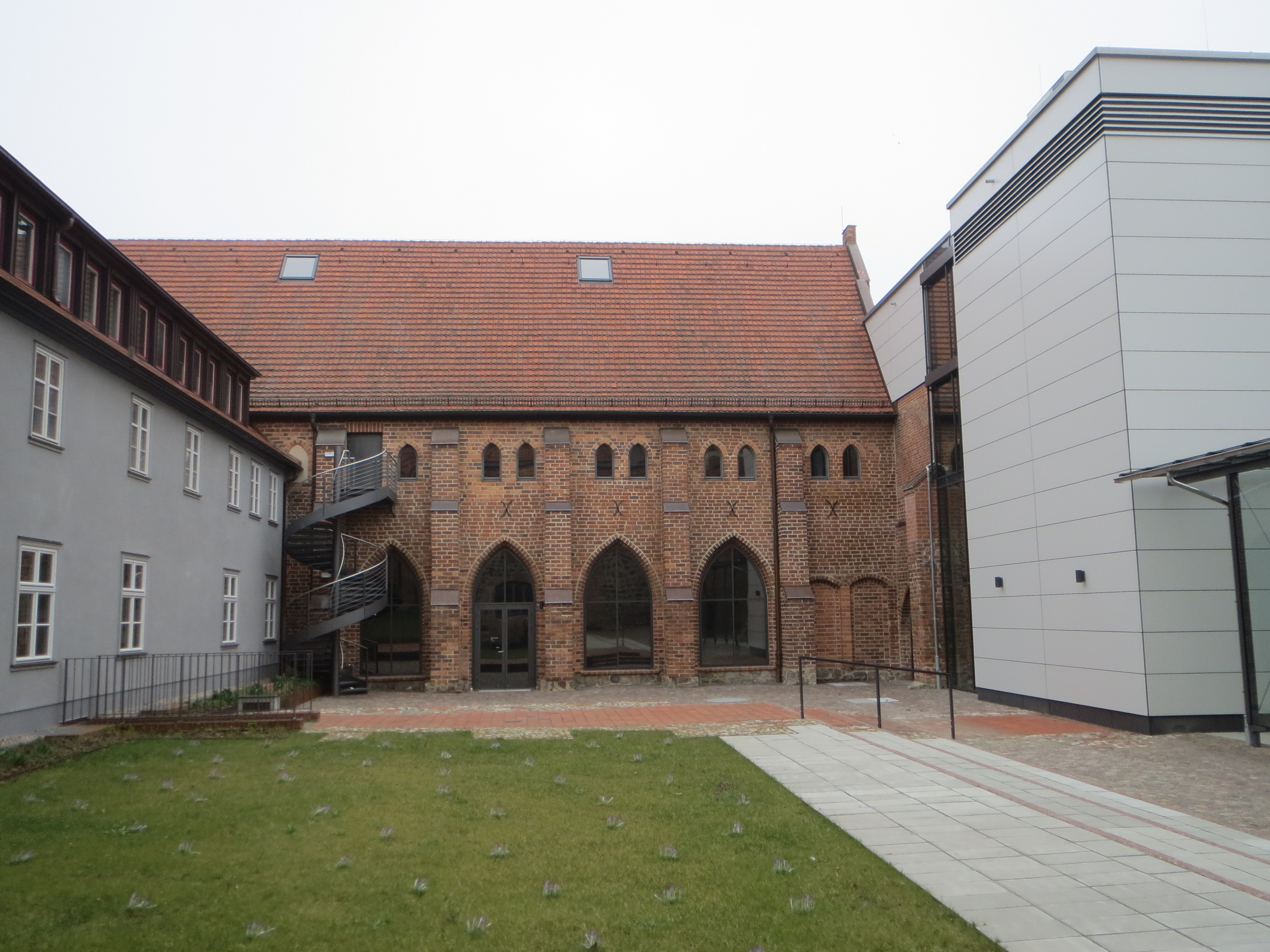
Das heutige Regelgebäude

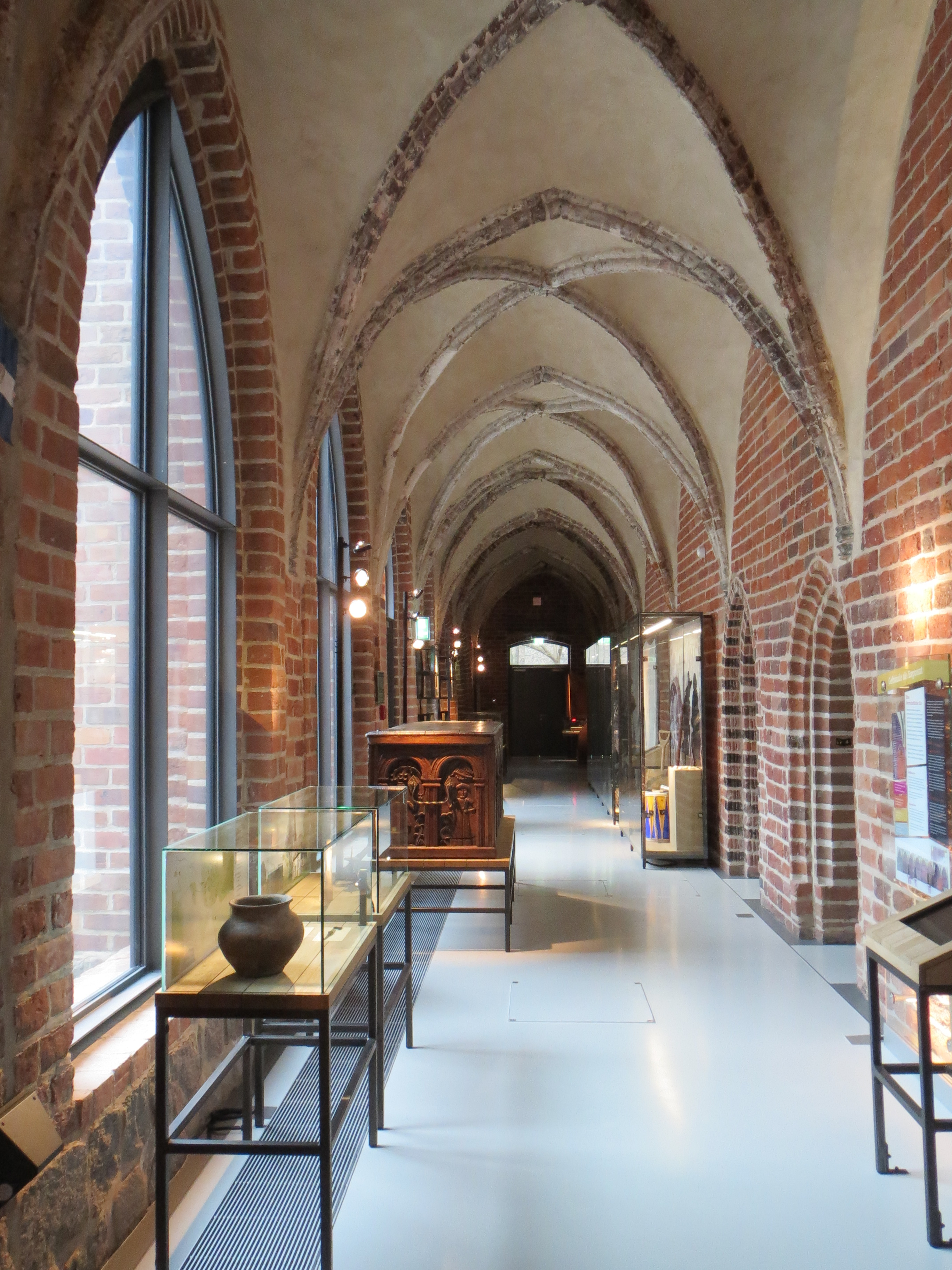
Kreuzgang

Das Franziskanerkloster in Neubrandenburg bestand vom 13. Jahrhundert bis zur Einführung der Reformation in Mecklenburg. Es zählt wegen seiner noch erhaltenen historischen Bausubstanz zu den bedeutendsten Baudenkmalen in Mecklenburg-Vorpommern. Am besten erhalten sind das Refektorium und die ehemalige Klosterkirche St. Johannis.
Heute ist der Großteil des Klosters Bestandteil des Regionalmuseums und enthält die Dauer- und Sonderausstellungen.

## Geschichte

### Gründung und Aufbau
Ob der Neubrandenburger Konvent des 1210 in Italien entstandenen Franziskanerordens, wie von Historikern vermutet, eine Gründung der askanischen Markgrafen von Brandenburg war, ist nicht belegbar. Wahrscheinlich war bereits bei der Stadtgründung 1248 unter dem Markgrafen Johann I. ein Kloster geplant. Als Stifter wird Markgraf Otto III. angesehen. Die Ansiedlung der Franziskaner erfolgte um 1260. Der Orden war seit 1221 dauerhaft in Deutschland ansässig und hatte sich bereits bis 1230 zur Ostsee ausgedehnt. Der Konvent in Neubrandenburg gehörte zur Kustodie Stettin der sächsischen Ordensprovinz (provincia Saxonia), deren Provinzkapitel bereits 1285 in Neubrandenburg tagte und damit den frühesten schriftlichen Hinweis auf die Existenz eines Klosters lieferte, das über Räumlichkeiten zur Unterbringung der Kapitelsteilnehmer verfügte; möglicherweise stellte auch Markgraf Otto sein Gästehaus für die Kapitelsteilnehmer zur Verfügung.

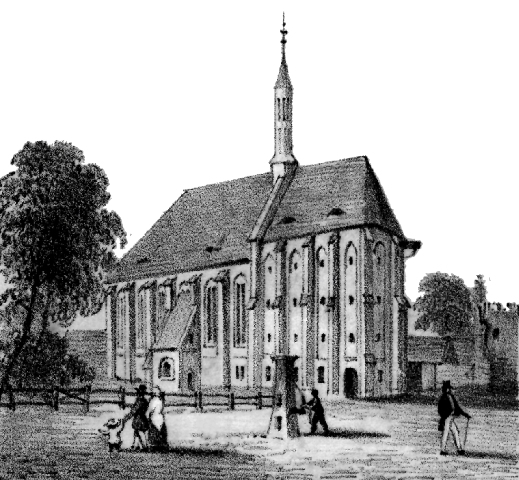
Die Klosterkirche St. Johannis um 1843

Um 1270 ist in Neubrandenburg möglicherweise das Dormitorium entstanden, der östliche Flügel des Klosterquadrums, der damals üblicherweise nördlich an den Chor der Klosterkirche anschloss. Um 1300 soll der Nordflügel mit dem Refektorium erbaut worden sein, der im 14. Jahrhundert umgebaut wurde, ein flaches zweites Geschoss über dem hohen gewölbten Erdgeschoss erhielt und als einziger Baukörper des Konventshauses bis heute weitgehend erhalten ist. Die erste, 1260 entstandene Kirche bestand aus Feldstein, von der noch ein Abschnitt in der Nordmauer zu sehen ist. Wahrscheinlich in den 1320er-Jahren wurde das bis heute erhaltene zweischiffige Kirchengebäude aus Backstein mit einem Hauptschiff und einem niedrigeren nördlichen Schiff gebaut, auf ein südliches Schiff wurde wegen der beengten räumlichen Verhältnisse und womöglich wegen der ausbleibenden Förderung nach dem Tod von Fürst Heinrich II. im Jahr 1329 verzichtet. Die Kirche bekam einen hochgotischen Langchor mit drei Gewölbejochen; er hatte einen 5/8–polygonalem Abschluss, war mit 17 Metern bis zur Traufe deutlich höher als das Langhaus und gehörte zu den regional bedeutendsten Chorarchitekturen. Im 15. Jahrhundert wurde die Öffnung zum Chorabschluss durch eine verstärkte Triumphbogenmauer verschmälert und der Kirche ein schlanker Dachreiter aufgesetzt.
Das Kloster lag im Norden der neuen Stadtanlage nahe der zunächst hölzernen Wehranlage, die ab dem 14. Jahrhundert zur Stadtmauer ausgebaut wurde, jedoch in einiger Entfernung zu den vier Stadttoren. Der Fangelturm in der nördlichen Stadtbefestigung wird wegen seiner Nähe zum Kloster auch „Mönchenturm“ genannt. In der Nähe lag der markgräfliche Fürstenhof, was auf eine Stiftung durch den Markgrafen hinweist. Gegenüber dem Kloster befand sich ein Haus der Beginen, die möglicherweise von den Franziskanern seelsorglich betreut wurden. Beim Stadtbrand von 1355 wurden alle Klostergebäude stark beeinträchtigt und wurden in veränderter Form als jetzt zweihöfige Anlage wiederhergestellt. Der Kunsthistoriker Matthias Untermann vermutet, dass wie bei ähnlichen Franziskanerklöstern der Ordensprovinz Saxonia der innere, zur Kirche gelegene Hof für öffentliche Anlässe und die Bestattung von Laien genutzt wurde, während der äußere Hof als Rückzugsraum für den Konvent diente. Danach gab es nur kleinere Umbauten.
Durch Land- und Immobilienschenkungen sowie durch Naturalgaben wurde die wirtschaftliche Basis des Konvents gefestigt. Stifter kamen aus dem regionalen Adel, aus der Bürgerschaft und aus den berufsständischen Vereinigungen, etwa der Pelzer, der Krämer und der Schuster Neubrandenburgs. Nachdem Neubrandenburg mit der Herrschaft Stargard 1298 mecklenburgisch geworden war, fühlten sich die neuen Herren weiterhin für das Kloster verantwortlich und förderten es. Als die Stiftungsurkunden und Fundationsprivilegien 1355 einem Brand zum Opfer fielen – der auch das Kloster zerstörte –, bestätigte Herzog Johann I. von Mecklenburg sämtliche Rechte neu. Der markgräfliche Fürstenhof beim Kloster wurde vom mecklenburgischen Fürsten an Ritter Otto von Dewitz übertragen, der die erste überlieferte Stiftung an die Franziskaner (fratribus tocius conuentus ordinis minorum in nostra ciuitate Nyenbrandenborch „den Brüdern des ganzen Konvents des Ordens der Minderen [Brüder] in unserer Stadt Neubrandenburg“) getätigt und den Brüdern eine Hufe Land in Watzkendorf zur Unterhaltung des Ewigen Lichtes in der Klosterkirche übertragen hatte. 1362 ist von procuratores seu prouisores („Prokuratoren oder Provisoren“) die Rede, die die Stiftungen an die Franziskaner verwalteten, da diese selbst wegen ihres Armutsgelübdes keinen Besitz haben durften. Gestiftet wurden Wein, Hostien und Öl für Kirche und Gottesdienst, Mehl, Getreide und Brennholz. Es ist davon auszugehen, dass von den Stiftern geistliche Gegengaben, etwa in Form von Memorien bei der heiligen Messe, erwartet wurden. Das Neubrandenburger Franziskanerkloster besaß möglicherweise eine Terminei in Malchow.
1509 nahm der Konvent in Neubrandenburg im Rahmen der Auseinandersetzungen im Orden um die Observanz die Martinianischen Konstitutionen an, eine mittlere Linie bei der Verfolgung des franziskanischen Armutsideals. 1518 wurde er von der Ordensleitung mit etwa 80 anderen Konventen zur martinianischen „Provinz vom hl. Johannes dem Täufer“ zusammengeschlossen. Jedoch beschloss das Provinzkapitel dieser Provinz bei seiner Tagung in Neubrandenburg am 13. Oktober 1521 eine weitere Teilung und die Bildung einer neuen Provinz, die von der Ordensleitung 1523 als Ordensprovinz Thüringen (provincia Thuringia) bestätigt wurde.

### Schließung und Nachnutzung
Die Reformation erreichte Neubrandenburg 1523, und schon um 1530 bestand eine evangelische Gemeinde. In den 1530er-Jahren kam es zu einer Spaltung des Franziskanerkonvents. Der Stadtrat berichtet am 1. Juli 1532 an Herzog Heinrich V. von Mecklenburg, dass under den andern munchen ein mechtiger zang und hader sey. Ein Ordensbruder und der Guardian verließen in dem Jahr das Kloster und heirateten, ein größerer Teil der Brüder blieb im Kloster und wählte einen neuen Guardian. 1535 verweigerten sie sich dem Verbot des Herzogs, die heilige Messe zu feiern und katholische Zeremonien zu vollziehen, und widersetzten sich seinem Befehl, evangelisch zu predigen.
Die Klosterkirche wurde ab 1535 als evangelisches Gotteshaus genutzt. Die Franziskaner feierten zunächst noch konventsintern heimlich katholische Gottesdienste, wodurch sich ihr Verhältnis zur reformierten Bürgerschaft deutlich verschlechterte. Das Klostergut wurde in einem Inventarium der Cleinodien des grauen Closters inventarisiert und die Renten und Einkünfte zum Unterhalt für arme und krancke leute umgewidmet. Mit dem Austritt des letzten Franziskaners, des Guardians Nicolaus Schutte (Schulten), endete 1552 der franziskanische Konvent in Neubrandenburg. Schutte erhielt später eine Anstellung als Vorleser im Armenhaus unter der Auflage, ein geregeltes Eheleben zu führen.

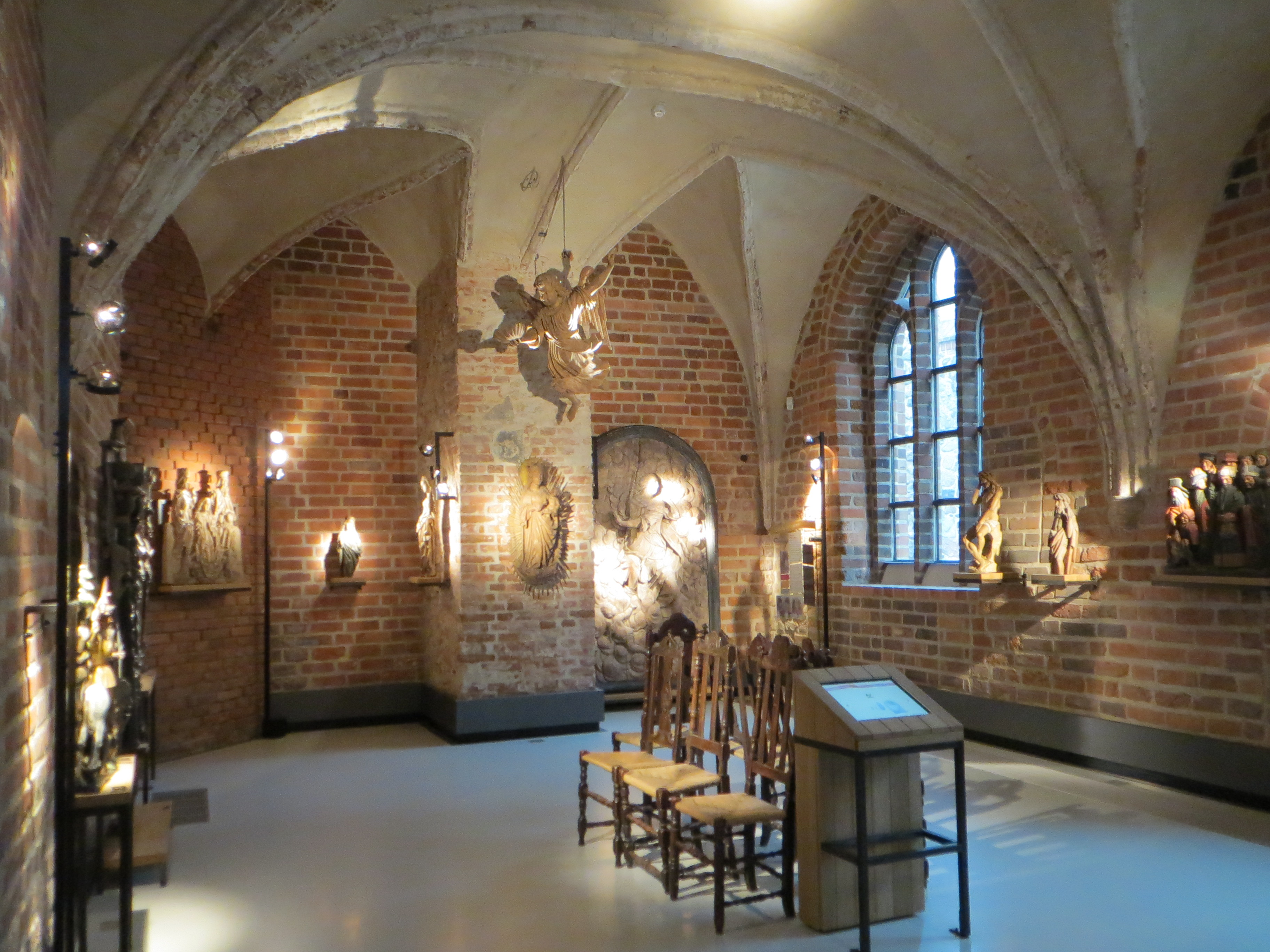
Ausstellungsraum für das Regionalmuseum Neubrandenburg

Die leerstehenden Klostergebäude, deren maroden Zustand man noch 1570 beklagte, wurden 1592 der Stadt Neubrandenburg übertragen. Diese richtete ein städtisches Armenhaus mit angeschlossenem Hospital ein. Bis wenige Jahre nach Ende des Zweiten Weltkriegs wurde das Gebäude für sozial schwache Einwohner Neubrandenburgs genutzt. Nach Sanierung und teilweise gotisierenden Umbauten in den 1970er-Jahren waren in den erhaltenen Bereichen verschiedene kommunale und kirchliche Einrichtungen untergebracht, unter anderem das Standesamt; der Westflügel steht dem Kirchenkreis Stargard und der Kirchengemeinde zur Verfügung. Ab 2011 erfolgte ein Umbau von Teilen des Klostergebäudes zu einer Ausstellungsstätte des Regionalmuseums.
Der Chor der Klosterkirche St. Johannis wurde im 19. Jahrhundert auf ein Joch verkürzt und stürzte teilweise ein. Die Kirche wurde in den 1890er-Jahren saniert und zum Teil neugotisch umgestaltet; seit 1945 dient sie als evangelische Hauptkirche von Neubrandenburg.
Von 1998 bis 2004 bestand wieder eine Niederlassung der Franziskaner in Neubrandenburg, die aber 2004 nach Waren (Müritz) verlegt wurde.